# Oszuści (serial telewizyjny)
Oszuści – amerykański serial telewizyjny (czarna komedia) wyprodukowany przez Villa Walk Productions, Riverrun Films oraz Universal Cable Productions, którego twórcami są Adam Brooks i Paul Adelstein. Serial był emitowany od 7 lutego 2017 roku do 7 czerwca 2018 roku przez Bravo TV. W Polsce serial jest emitowany od 9 listopada 2017 roku przez TVN 7
Na początku czerwca 2018 roku, stacja Bravo TV ogłosiła zakończenie produkcji serialu po dwóch sezonach.
Serial opowiada o Maddie/Ava/Alice/CeCe/Saffron, oszustce, która rozkochuje w sobie kobiety i mężczyzn. Po ślubie czyści ich konta i znika, zakazując ich zgłoszenie tego na policję, gdyż ma na nich haki. Trójka byłych postanawia odszukać oszustkę, odzyskać swoje pieniądze i nie tylko

## Obsada

### Główna
- Inbar Lawi jako Maddie/Ava/Alice/CeCe/Saffron[4]
- Rob Heaps jako Ezra Bloom[5]
- Parker Young jako Richard[6]
- Marianne Rendón jako Julia "Jules" Langmore[7]
- Stephen Bishop jako Patrick Campbell[6]
- Brian Benben jako Max[8]
- Katherine LaNasa jako Sally[8]

### Role drugoplanowe
- Uma Thurman jako Lenny Cohen[9]
- Aaron Douglas jako Gary Heller(sezon 1)
- Denise Dowse jako Auntie Colleen / agent Cook

## Odcinki
| Sezon | Odcinki | Oryginalna emisja w Bravo TV | Oryginalna emisja w Bravo TV | Oryginalna emisja w TVN 7 | Oryginalna emisja w TVN 7 | Oryginalna emisja w TVN 7 |
| Sezon | Odcinki | Premiera sezonu              | Finał sezonu                 | Premiera sezonu           | Finał sezonu              |                           |
| ----- | ------- | ---------------------------- | ---------------------------- | ------------------------- | ------------------------- | ------------------------- |
| 1     | 10      | 7 lutego 2017                | 11 kwietnia 2017             | 9 listopada 2017          | 11 stycznia 2018          |                           |
| 2     | 10      | 5 kwietnia 2018              | 7 czerwca 2018               | —                         | —                         |                           |

### Sezon 1 (2017)
| Nr | #  | Tytuł                                  | Reżyseria        | Scenariusz                  | Premiera w Bravo TV | Premiera w TVN 7  |
| -- | -- | -------------------------------------- | ---------------- | --------------------------- | ------------------- | ----------------- |
| 1  | 1  | My So-Called Wife                      | Adam Brooks      | Adam Brooks, Paul Adelstein | 7 lutego 2017       | 9 listopada 2017  |
| 2  | 2  | My Balls, Dickhead                     | Adam Brooks      | Kathy Greenberg, Emily Cook | 14 lutego 2017      | 16 listopada 2017 |
| 3  | 3  | We Wanted Every Lie                    | Adam Brooks      | Andy Parker                 | 21 lutego 2017      | 23 listopada 2017 |
| 4  | 4  | Cohen. Lenny Cohen.                    | Adam Brooks      | Adam Brooks, Paul Adelstein | 28 lutego 2017      | 30 listopada 2017 |
| 5  | 5  | Is a Shark Good or Bad?                | Adam Brooks      | Adam Brooks, Paul Adelstein | 7 marca 2017        | 7 grudnia 2017    |
| 6  | 6  | The Maddie Code                        | Marta Cunningham | Neena Beber                 | 14 marca 2017       | 14 grudnia 2017   |
| 7  | 7  | Frog-Bikini-Eiffel Tower               | Wayne Yip        | Sheila Lawrence             | 21 marca 2017       | 21 grudnia 2017   |
| 8  | 8  | In the Game                            | Wayne Yip        | Kathy Greenberg, Emily Cook | 28 marca 2017       | 28 grudnia 2017   |
| 9  | 9  | Ladies and Gentlemen, The Doctor Is In | Paul Adelstein   | Andy Parker                 | 4 kwietnia 2017     | 4 stycznia 2018   |
| 10 | 10 | Always Forward, Never Back             | Adam Brooks      | Adam Brooks, Paul Adelstein | 11 kwietnia 2017    | 11 stycznia 2018  |

### Sezon 2 (2018)
| Nr | #  | Tytuł                            | Reżyseria      | Scenariusz                  | Premiera w Bravo TV |
| -- | -- | -------------------------------- | -------------- | --------------------------- | ------------------- |
| 11 | 1  | Fillion Bollar King              | Adam Brooks    | Jeremy Boxen                | 5 kwietnia 2018     |
| 12 | 2  | Trouble Maybe                    | Adam Brooks    | Adam Brooks, Paul Adelstein | 12 kwietnia 2018    |
| 13 | 3  | Old Unresolved Sh*t              | April Mullen   | Andy Parker                 | 19 kwietnia 2018    |
| 14 | 4  | Andiamo                          | April Mullen   | Kathy Greenberg             | 26 kwietnia 2018    |
| 15 | 5  | Maybe/Definitely                 | Sheree Folkson | Dean Imperial               | 3 maja 2018         |
| 16 | 6  | That's Enough. Off You Go.       | Sheree Folkson | Elisa Lomnitz Climent       | 10 maja 2018        |
| 17 | 7  | Maid Marian on Her Tip-Toed Feet | Nick Gomez     | Jeremy Boxen                | 17 maja 2018        |
| 18 | 8  | Phase Two Sucks                  | Nick Gomez     | Andy Parker                 | 24 maja 2018        |
| 19 | 9  | The World Needs Heroes. Over.    | Tobias Datum   |                             | 31 maja 2018        |
| 20 | 10 | See You Soon, Macaroon           | Adam Brooks    |                             | 7 czerwca 2018      |

## Produkcja
Pod koniec października 2015 roku,  poinformowano, że główną rolę w serialu zagra Inbar Lawi.
W kolejnym miesiącu ogłoszono, że do obsady dołączyli: Parker Young jako Richard, Stephen Bishop jako Patrick Campbell oraz  Rob Heaps jako Ezra Bloom, Brian Benben jako Max oraz  Katherine LaNasa jako Sally.
Pod koniec marca 2016 roku, stacja Bravo TV zamówiła pierwszy sezon serialu.
We wrześniu 2016 roku, poinformowano, że w serialu  zagrają Marianne Rendón i Uma Thurman.
18 kwietnia 2017 roku, stacja Bravo TV zamówiła drugi sezon serialu.